# Gabriel Haider
Gabriel Haider (* 18. Juni 2002 in Grieskirchen) ist ein österreichischer Fußballspieler.

## Karriere

### Verein
Haider begann seine Karriere beim UFC St. Agatha. Zur Saison 2016/17 wechselte er in die Akademie der SV Ried, in der er sämtliche Altersstufen durchlief. Im Juni 2019 spielte er erstmals für die Amateure der Rieder in der viertklassigen OÖ Liga. Mit Ried II stieg er zu Saisonende in die Regionalliga auf. In dieser kam er in der Saison 2019/20 bis zum COVID-bedingten Saisonabbruch zu neun Einsätzen.
Zur Saison 2020/21 wechselte Haider nach Deutschland zur U-19 der TSG 1899 Hoffenheim. In der Winterpause rückte er bei der TSG in den Kader der Regionalligamannschaft. Für diese kam er bis Saisonende zu 15 Einsätzen in der Regionalliga. Im Mai 2021 stand er zudem erstmals im Kader der Bundesligaprofis, für die er aber nie spielen sollte. Für die Reserve absolvierte er in der Saison 2021/22 14 und in der Saison 2022/23 16 Partien in der vierthöchsten Spielklasse.
Im Juli 2023 kehrte Haider nach Österreich zurück und wechselte zum Bundesligisten SK Sturm Graz. Bei Sturm debütierte er aber zunächst für die Reserve in der 2. Liga, als er am ersten Spieltag der Saison 2023/24 gegen den SKN St. Pölten in der Startelf stand.

### Nationalmannschaft
Haider debütierte im September 2022 gegen Montenegro für die österreichische U-21-Auswahl und erzielte beim 5:1-Sieg auch direkt sein erstes Tor im ÖFB-Dress.